# S40
S40 (Series 40, Nokia Series 40) — программная платформа и интерфейс пользовательских приложений (мобильная операционная система) для фичефонов Nokia среднего класса. Общее количество устройств с Nokia S40 достигло 1,5 млрд.
По данным веб-аналитики NetMarketShare, по состоянию на апрель 2024 год доля рынка Series 40 составляет 0,01% от общей доли рынка мобильных устройств.

## Особенности

### Приложения
Платформа обеспечивает работу приложений: телефон, интернет-телефония VoIP, сообщения, E-Mail-клиент с поддержкой POP3 и IMAP4 и работу Интернет-обозревателя; медиа-приложения (такие, как камера, видеозапись, аудио-/видеопроигрыватель и FM-радиоприемник); телефонная книга и другие приложения (PIM) вроде календаря и задач. Простое управление файлами, такое же, как в Series 60, предоставляется в приложениях и галереях. Галерея также является местом сохранения файлов, переданных через Bluetooth. Series 40 поддерживает Java-приложения. Присутствует поддержка Flash Lite.

### Интернет-обозреватель
Встроенный Интернет-обозреватель получает доступ к содержимому через XHTML/HTML-шлюз. Последняя версия Series 40, 6th Edition, имеет новый обозреватель, основанный на OpenSource-компоненте WebKit. Новый обозреватель поддерживает HTML 4.01, CSS2, JavaScript 1.5 и Ajax.

## Технические характеристики

### Программная платформа
Платформа Series 40 относится ко встраиваемому программному обеспечению. Она поддерживает Java MIDlets, то есть Java MIDP и CLDC-технологии, предоставляя определение местоположения, связь, сообщения, медиа и графические возможности. S40 поддерживает приложения Flash Lite.

### Операционная система
Series 40 — это более простая операционная система, чем S60 (основанная на многозадачной Symbian OS). Устройства на базе S40 не поддерживают настоящую многозадачность и не имеют машинного кода API для партнеров, поэтому пользовательский интерфейс может оказаться более гибким и гораздо более быстрым, чем другие платформы Nokia.

## История создания
S40 официально была представлена в 1999 с выходом Nokia 7110. Телефон имел монохромный дисплей с разрешением 96×65 точек и был первым телефоном с WAP-браузером. С этого времени интерфейс S40, считавшийся интерфейсом для устройств с небольшим разрешением, развился до полноценного цветного пользовательского интерфейса с приятным внешним видом. С третьего издания Series 40, представленного в 2005 году, появилась поддержка экранов с разрешением QVGA (240x320)и возможность более тонко настроить внешний вид пользовательского интерфейса. Примером является модель Nokia C2-01 Список всех устройств на основе Series 40 уже нельзя найти на сайте Nokia.

## Российские обзоры
- Nokia Series 40 3rd Edition: детальный обзор
- Программные особенности платформы Nokia S40 6th Edition
- Symbian\Series 40 — FAQ.